# Dunkelsdorf
Dunkelsdorf ist eine Dorfschaft der Gemeinde Ahrensbök im Kreis Ostholstein im Bundesland Schleswig-Holstein. Das Dorf gehörte zeitweise zu den Lübschen Gütern.

## Lage
Das Dorf mit seinen 306 Einwohner (Stand: 1. April 2019) liegt etwa 4 km südlich von Ahrensbök und etwa 11 km nördlich von Lübeck.

## Geschichte
Im Jahr 1155 siedelte Ritter Tidericus Dunker aus Westfalen hierher und gründete ein Dorf, welches nach ihm Dunkerstorpe benannt wurde. Er besaß zudem die Ortschaften Böbs und Swinekenroda (Schwinkenrade). Am 23. April 1353 verkauften Nicolaus, Augustin, Johann und Heinrich von Reventlow das Dorf an den Lübecker Bürger Wilhelm Warendorp, so dass es in die Hand Lübecker Patrizier gelangte und damit ein Lübsches Gut wurde. Bis 1688 hielt die Familie von Warendorp das Gut, dann ging es nach einem Erbzwist auf die ebenfalls Lübecker Familie Kerkring über, die es 1749 an Waldemar von Zylow veräußerte. In der folgenden Zeit gab es häufigere Besitzerwechsel. 1938 kam das Gut Dunkelsdorf durch eine Erbschaft in jüdischen Besitz. Die Nationalsozialisten wollen 1939 das Gut arisieren und es kam zu einem Prozess. Die Übertragung auf den nichtjüdischen Ehemann aus Peru wurde genehmigt. Im Krieg verpachtete die Familie das Gut und emigrierte zu Verwandten nach Lima in Peru. Nach dem Krieg wurde das Herrenhaus kurze Zeit als Krankenhaus genutzt. 1953 wurde das Gut an die Landessiedlungsgesellschaft Ostholstein verkauft, die das Anwesen aufsiedelte. Das Herrenhaus wurde für einige Jahre Restaurant und Hotel.
In den Jahren 1894 und 1918 plante man eine Kleinbahnlinie von Reinfeld und 1914 die Strecke Oldesloe, jeweils über Dunkelsdorf, nach Ahrensbök, sah dies dann jedoch verkehrspolitisch als unwichtig an. Am 29. Oktober 1921 entstand ein Großfeuer. Während eines Orkans brannte der Pferdestall des Gutes nieder. Der Dunkelsdorfer Freiwilligen Feuerwehr gelang es, die in Windrichtung stehenden Nachbargebäude zu retten und so das ganze Dorf vor einer Brandkatastrophe zu bewahren. 1922 erhielt die Dorfschaft elektrischen Strom.
Im Jahr 1957 wurde die Landesstraße L 184 von Ahrensbök nach Lübeck gebaut. Das 850-Jahr-Jubiläum beging Dunkelsdorf im Jahr 2005 mit einer Feier.

## Politik
Dorfvorsteherin von Dunkelsdorf ist Claudia Hamann.

### Einwohnerentwicklung
| Jahr     | Einwohner |
| -------- | --------- |
| 1911     | 244       |
| 2000     | 333       |
| 2005     | 345       |
| 1.1.2007 | 341       |
| 1.4.2019 | 306       |

## Sehenswertes
- Das Herrenhaus dieses Lübschen Gutes in der heutigen Form sowie die Parkanlagen wurden 1876 erstellt. 1972 brannte es nieder und stand bis zum Wiederaufbau 1979 als Ruine.
- Die unter Denkmalschutz stehenden Gebäude des früher adeligen Gutes  ehemaliger Pferdestall und ehemalige Wagenhalle / Scheune im Heimatschutzstil des Architekten Ernst Prinz. Der ehemalige Pferdestall wurde 1997 saniert.
- Der historische Schlauchturm mit altem Spritzenhaus der Freiwilligen Feuerwehr Dunkelsdorf mit historischem Spritzenwagen.

## Bildung
Im Jahr 1957 wurde die einklassige Dorfschule geschlossen. Die Schulkinder werden seitdem mit dem Schulbus zur Dörfergemeinschaftsschule in Ahrensbök gebracht.